# Арпач
Арпач (на турски: Arpaç) е село в Източна Тракия, Турция, околия Хавса, вилает Одрин.

## География
Селото се намира източно от Одрин.

## История
В ΧΙΧ век Арпач е българско село в Хавсенска кааза на Одринския вилает на Османската империя. Според „Етнография на вилаетите Адрианопол, Монастир и Салоника“, издадена в Константинопол в 1878 година и отразяваща статистиката на населението от 1873 година, Арпач (Arpatch) има 50 домакинства и 267 българи.
Според статистиката на професор Любомир Милетич в 1912 година в селото живеят 40 български екзархийски семейства със 178 души.
При избухването на Балканската война в 1912 година един човек от Арпач е доброволец в Македоно-одринското опълчение.
Българското население на Арпач се изселва след Междусъюзническата война в 1913 година. 40 семейства (159 души) се заселват в Ямболска околия и 2 семейства (11 души) в Къзълагачка (Елховска).

## Личности
Родени в Арпач
- Ангел Петров, македоно-одрински опълченец, Нестроева рота на 8 костурска дружина[5]